# 投票率
投票率（とうひょうりつ）とは有権者総数に対する投票者の割合。

## 解説
投票率はその地域における投票参加の度合いを表すものとして使用されている。
先進民主主義国ではオーストラリアが投票率90%を超えている。これは、棄権者に罰金を課する義務投票制を採用していることが影響しているとされる。義務投票制度を採用していない先進民主主義国では、北欧諸国であるスウェーデンなどの高投票率が注目されている。

## 投票率への影響要因

### 社会経済的要因
社会経済的要因としては、人口規模（国の人口や選挙区の有権者数）が小さいほど一票の意義が大きくなるため投票率が高くなる傾向がある。また、人口の流動性が低い（居住期間が長い）ほど日常生活への影響に関心が高くなり投票率が高くなるとされる。また、経済発展した国の有権者のほうが政治的知識が豊富で政治課程への関与は高いとされ、経済的な困難な状況では政治参加に否定的な影響を及ぼす。

### 政治的要因
政治的要因としては、選挙の接戦の程度（選挙結果への影響の可能性）や争点に関する認識などがある。

#### ボイコット
日本国外では組織的なボイコットにより投票率を下げて選挙自体の権威を下げる戦術も行われている。日本の公的な公職選挙や法的拘束力のある住民投票では組織的ボイコットは見られないが、異端的極左活動家の外山恒一は行政とメディアが一体となった投票率アップキャンペーンに違和感を持ち、「前衛芸術党・棄権分子」と称して棄権推進運動を行っていた。

### 制度的要因
選挙制度では比例代表制のほうが多数代表制よりも投票率が高くなる傾向がある。
義務投票制を採用している場合も投票率は高くなるが、棄権に対する制裁が不十分な場合などには投票率は高くならないと指摘されている。
複数の選挙が同時に実施される同日選挙でも投票率は高くなる。一方で選挙の頻度が多いと投票率が低くなると指摘されている。
投票に関しては、投票できる日数、投票日の設定される曜日、投票所までの距離、代替的な投票方法の有無などが投票率に影響する。

### 個人的要因
投票率に影響する個人的要因には年齢、教育、政治に対する関心等がある。
年齢に関しては、各国で程度に差はあるが、年齢が高いほど投票率が高い傾向がある。

## 主要国の投票率

### 日本

#### 投票率に関する記録
- 衆議院議員総選挙
  - 制限選挙時代
    - 最高 1890年（第1回） 93.73% ※全体で最高
    - 最低 1894年（第4回） 84.84%

  - 男子普選時代
    - 最高 1930年（第17回） 83.34%
    - 最低 1937年（第20回） 73.31%

  - 完全普選時代
    - 最高 1958年（第28回） 76.99%
    - 最低 2014年（第47回） 52.66%[5] ※全体で最低
- 参議院議員通常選挙
  - 最高 1980年（第12回） 75.54% ※衆参同日選挙
  - 最低 1995年（第17回） 44.52%
- 参議院議員補欠選挙
  - 最低 1991年参議院議員埼玉県選挙区補欠選挙 17.80%
- 都道府県知事選挙
  - 最高 1951年島根県知事選挙 95.10%
  - 最低 2023年埼玉県知事選挙 23.76%
- 五大都市市長選挙
  - 最高 1951年名古屋市長選挙　78.08%
  - 最低 1979年京都市長選挙　16.13%　※政令指定都市市長選挙としても最低
- 政令指定都市市長選挙
  - 最高 2009年横浜市長選挙　68.76%
  - 最低 1979年京都市長選挙　16.13%
- その他
  - 最高 1951年群馬県総社村長選挙・1951年群馬県明治村議会選挙ほか多数[6] 100.00%
  - 最低 2010年東広島市議会議員補欠選挙[7] 8.82%

### アメリカ合衆国
アメリカ合衆国では1960年代から投票率の低下がみられ、1990年代半ばには50%をかろうじて超える状況であった。
アメリカ合衆国の選挙制度では有権者が投票するためには予め自ら有権者登録を行う必要があり低い投票率の一因になっているという指摘がある。また、投票は自由意志で行うものという意識が強く強制ではないという理由もあるとされる。このほかアメリカ合衆国で選挙で選ばれる公職は全体で推定100万以上とされ、必要な選挙の数があまりに多いため、有権者が疲れて投票率の低さにつながっているという可能性も指摘されている。

## 最低投票率
最低投票率とは、投票率が予め定められた一定の水準に達しない場合に投票自体を無効とする制度である。
国民投票については成立要件型や拘束要件型などがある。
- 成立要件型 - 有権者総数の一定割合が投票しなければ投票自体が成立しないとするもの[10]。韓国やロシアなどでは憲法改正の国民投票を実施する場合、最低投票率を超えることを憲法で要件としている[11]。
- 拘束要件型 - 投票自体はいかなる投票率でも成立するが、法的拘束性を有するためには一定の投票率に達している必要があり、それに達しないときは単に諮問的なものとなるもの[10]

また、有権者総数の一定割合以上が賛成すること（絶対得票率に下限を設けること）を要件とする制度を最低（絶対）得票率という。国民投票で法律を廃止ししたり法案を否決する制度がある国では成立要件型の最低投票率や拘束要件型の最低得票率を設ける例がある。
最低投票率の導入はボイコット運動で投票を無効にすることが可能であるため、投票反対派のボイコット運動を誘発するとして反対意見もある。

## 投票率に影響を与える要因
- 政治的無関心
- ボーター・サプレッション(投票妨害、投票抑圧) - ライバルへの投票を抑圧させる選挙戦術。
- 投票疲れ（英語版） ‐ 頻繁に投票を求められると投票率が低下する現象。
- 所得、労働時間[12]。投票日に福利厚生として有給休暇を与えることで改善も見られた[13]。
- 天気（気温、雨） ‐ かならず当てはまるとは限らないが、雨によって投票率が下がる傾向があるとされる[14]。また、気温も関係するという統計もある[15]。特定党派に有利に働くという統計もある[16]。